# Высокомолекулярные соединения (журнал)
«Высокомолекулярные соединения» — российский научный журнал, публикующий статьи и обзоры фундаментального характера, посвящённые исследованиям в области науки о полимерах. Был учреждён в 1959 г. Академией наук СССР по инициативе академика В. А. Каргина, который стал его первым главным редактором. Впоследствии эту должность занимали академики С. С. Медведев, В. В. Коршак, Н. А. Платэ и (с 2007 г. по настоящее время) А. Р. Хохлов.
С 1967 года журнал был разделён на две серии, «А» и «Б»; в первой из них публиковались оригинальные завершённые исследования и обобщения, описания новых методов и приборов для исследования полимеров, обзоры, хроника и персоналии. Во второй печатались краткие сообщения о новых явлениях или закономерностях, а также письма в редакцию. На 1971 год ежемесячный тираж составлял 2100 экземпляров (серия «А») и 1100 экземпляров (серия «Б»). Журнал в советское время был ежемесячным.
В настоящее время журнал выходит в трех сериях: Серия «А» — «Физика полимеров» (6 выпусков в год), Серия «Б» — «Химия полимеров» (6 выпусков в год) и Серия «С» — тематические выпуски (1 выпуск в год).
Заведующая редакцией — Е. Г. Горшенина. Учредители журнала — Российская академия наук и Институт нефтехимического синтеза им. А. В. Топчиева РАН. Издатель — ФГУП Академиздатцентр «Наука» Федерального агентства научных организаций. Одним из первых среди российских научных изданий, в 2008 г. журнал внедрил систему приема статей онлайн.
Статьи, опубликованные в период с 1959 по 2005 гг., размещены в свободном доступе на сайте редакции, более поздние выпуски доступны по подписке в научной электронной библиотеке e-LIBRARY.RU. Переводные версии статей публикуются на английском языке в журнале Polymer Science, которых издается также в трех сериях (Series A, Series B, Series C) компанией Pleiades Publishing Ltd, распространяется издательством Springer и входит в международные реферативные базы данных и системы цитирования (Web of Science, Scopus и др.).